# 投卡德侯花園

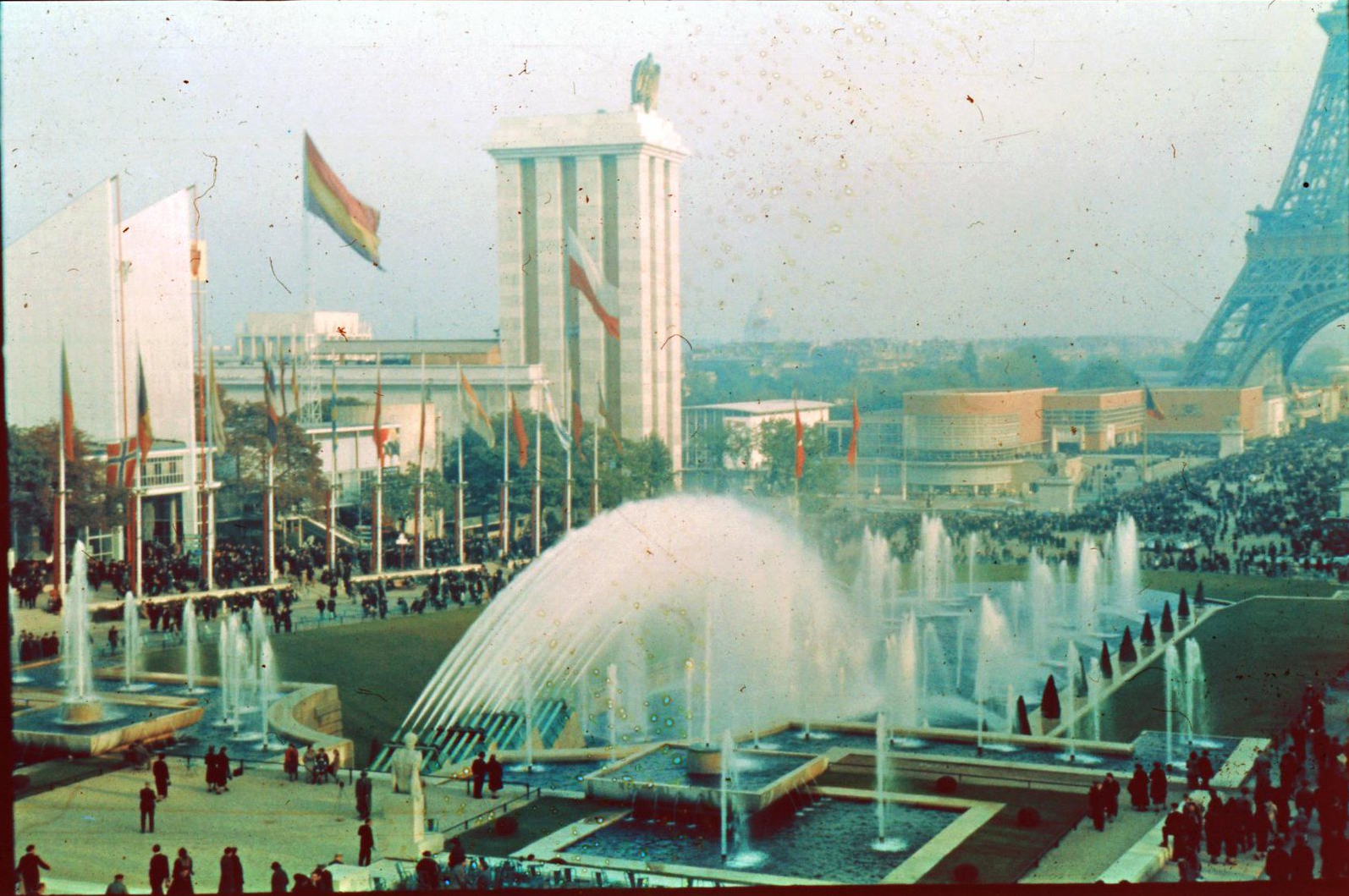
1937年巴黎世界博览会期间，投卡德侯花園喷泉和华沙广场，背景是埃菲尔铁塔。

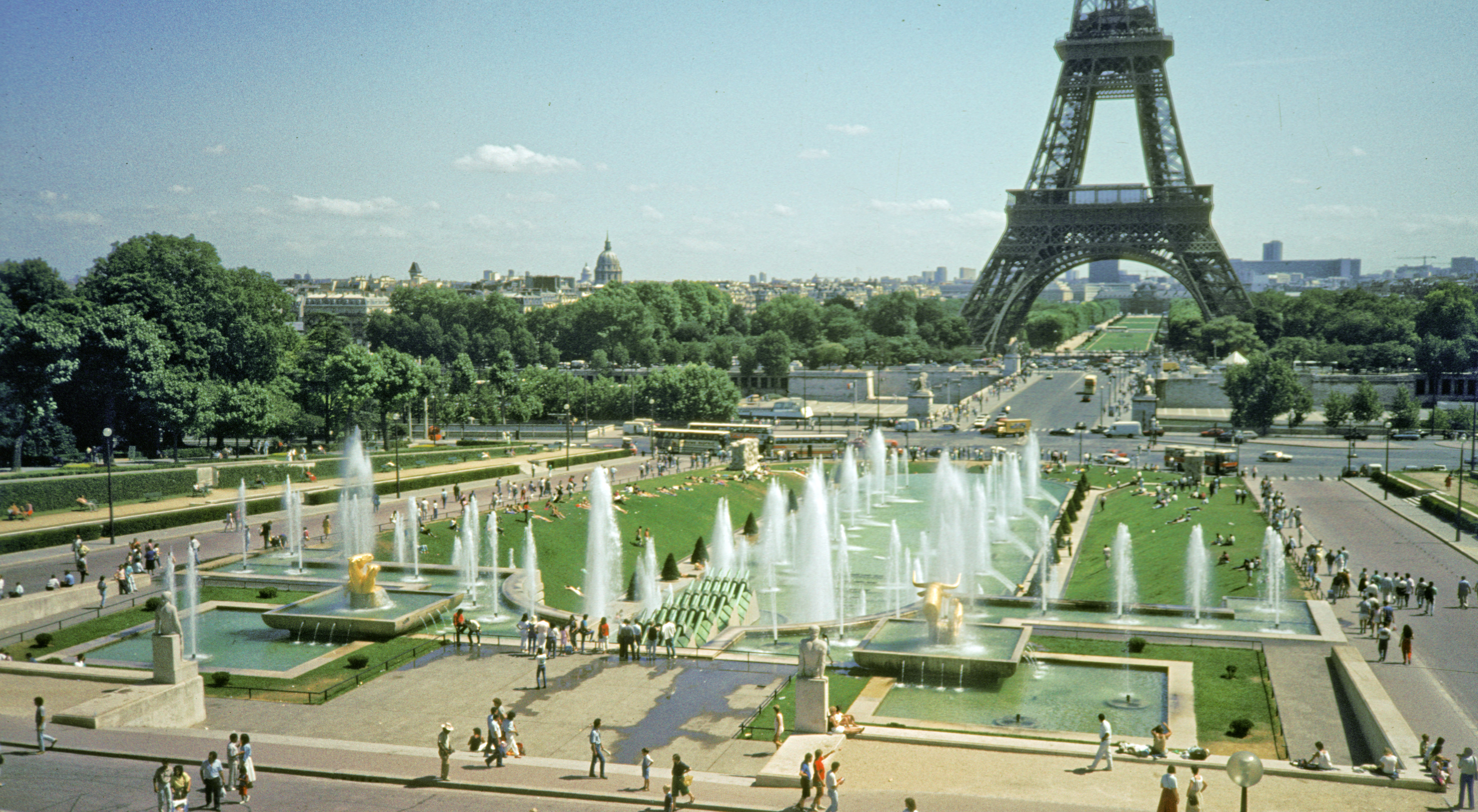
投卡德侯花園 (Jardins du Trocadéro)，背景是埃菲尔铁塔

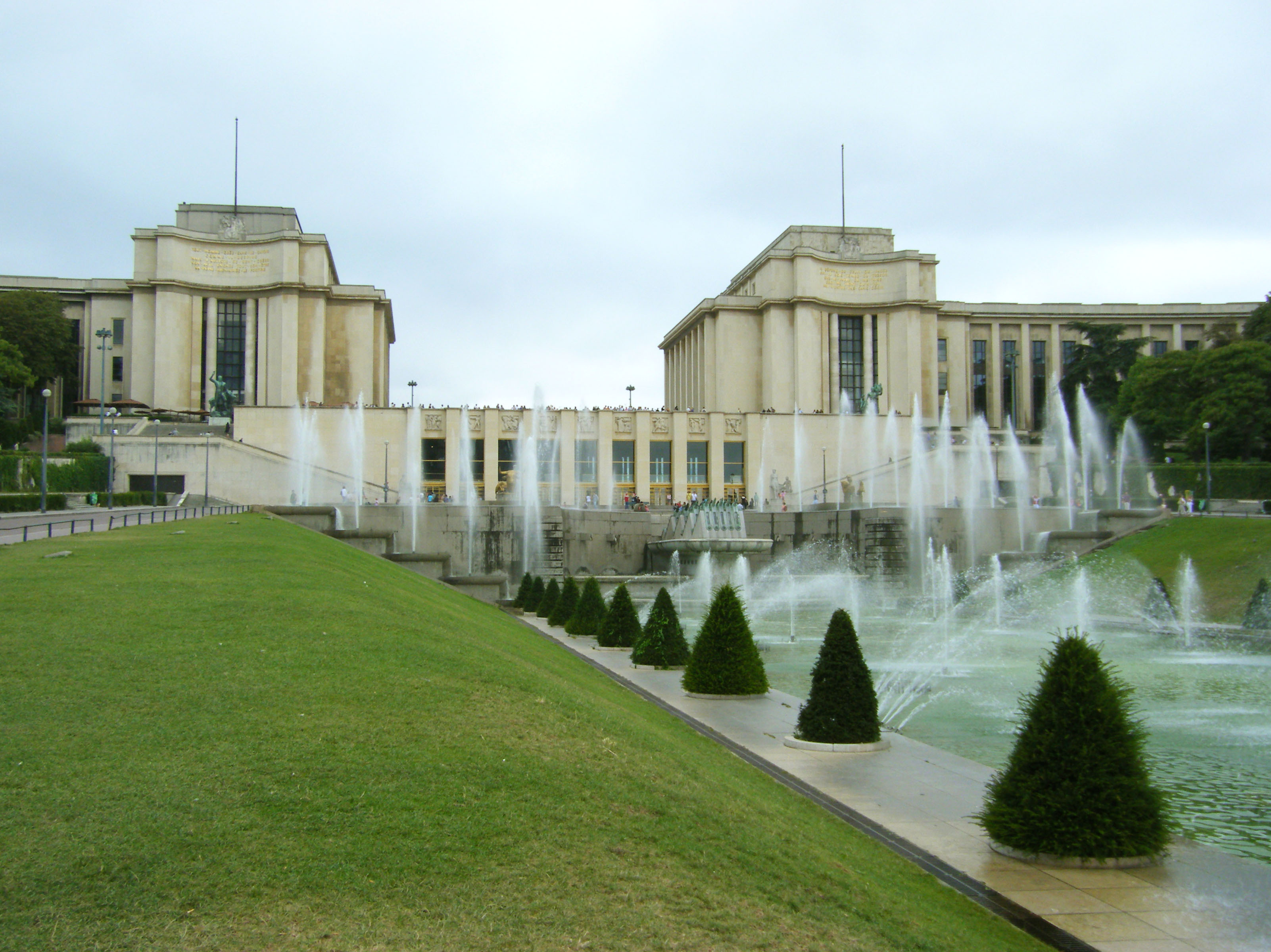
华沙喷泉，背景是夏乐宫

投卡德侯花園是法國巴黎的一个开放空间，位于巴黎第16区特罗卡德罗站附近，西北以夏乐宫侧翼为界，东南以塞纳河和巴黎桥为界。耶纳（Iéna），艾菲爾鐵塔位于塞纳河对岸。
華沙噴泉（Fontaine de Varsovie）的顯著特點包括一個長形水池或鏡面水面，配有十二個噴頭，能夠噴射高達12米的水柱；還有二十四個小型噴泉，每個高四米；以及十個水形拱門。其一端朝向塞納河，設有二十個強力水炮，可以噴出高達五十米的水柱。長水池上方設有兩個較小的水池，通過瀑布與下方的水池相連，瀑布兩側則裝有32個四米高的噴水裝置。這些噴泉是目前仍然存在的展覽噴泉中為數不多的，且至今依然保持著往昔的功能。2011年，噴泉的供水系統經歷了全面翻新，並安裝了現代化的抽水系統。

## 历史

巴黎投卡德侯花園

這個場地原先是特洛卡德羅宮的花園，由阿道夫·阿爾法德（Adolphe Alphand）為1878年的世界博覽會進行了布置。
現在的花園佔地93,930平方米，是專為1937年的現代生活國際藝術與技術博覽會而建造的，設計者是巴黎建築師Roger-Henri Expert。
1937年博览会期间，納粹德國和苏联的展馆分别位于投卡德侯花園的两侧。
该地举办2024年夏季奥运会开幕式。

## 雕像
花園露台沿河設有斜坡球道，並陳列著多件雕塑，其中一些作品的歷史可追溯至1930年代。包括：
- 在夏約宮下方的第一層，有Pierre Traverse設計的男性雕塑“L'Homme”和Daniel Bacqué設計的女性雕塑“La Femme”，兩者都安置在石座上。
- 兩個鍍金的青銅噴泉雕塑，各自位於方形水池中，分別是保羅·朱夫的《公牛和鹿》和喬治·古約特的《馬和狗》。
- 由雕塑家亨利·布沙爾創作的，高達21英尺的青銅阿波羅與七弦琴雕塑組合（或稱為Apollon musagète）。
- 與之相呼應的是Albert Pommier創作的，同樣高達21英尺的青銅赫拉克勒斯與公牛雕塑。
- 噴泉東南端基座上展示的兩組石雕，分別是Léon-Ernest Drivier設計的《生活的樂趣》和Pierre Poisson設計的《青年》。